# マリーンズファン

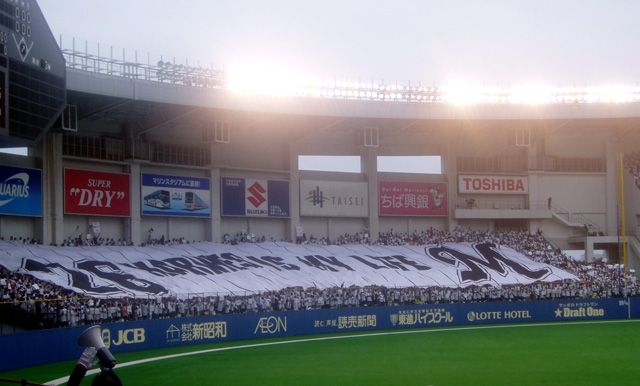
ビッグフラッグを掲げるファン（2005年10月10日、千葉マリンスタジアムにて）

マリーンズファンとは、日本のプロ野球球団・千葉ロッテマリーンズのファンのことである。「ロッテファン」、「マリーンズサポーター」、「ロッテサポーター」（サポーター呼称については後述）などとも言われる。
本項では前身のロッテオリオンズ時代のファンである「オリオンズファン」についても記述する。

## 概要
一般的にマリーンズファンはプロ野球ファンの間でも、とりわけ熱い応援であると言われている。千葉マリンスタジアム（現：ZOZOマリンスタジアム）のライト側外野席でのサッカーサポーターを参考にした応援パフォーマンスはマリーンズファンの最も大きな特徴の一つであり、しばしばマスコミでも取り上げられる。中でもライトスタンドのほぼ全てを覆い隠せるほどに大きな「#26 MARINES IS MY LIFE」の横断幕（ビッグフラッグ）は千葉マリンスタジアムの名物となっていた。
プロ野球応援の中でも一早くから、ユニフォーム着用での応援、メガホンを使わず手拍子、大きな声で選手を後押しする、といった取り組みを行っていた。また、ジャンプやタオル回し（現在は頻度は少ない）、フラッグなどの応援が特徴的である。外野応援席は、本拠地球場では白、ビジター球場では黒といった選手と同じユニフォームカラーで染まる。
週末の試合ではレフトスタンドのセンター寄りはマリーンズファンの白で一杯になる。その際には試合開始前に、警備員がビジターのファンにレフトスタンドのセンター寄りに座ることを控えさせていた。2007年からは、レフトスタンドのセンター寄りもあらかじめホーム応援席として定義されるようになった（広島、阪神、巨人を除く）。この他にも一塁側の内野指定席では平日でもほぼ満員、さらに三塁側でも広島戦などを除き、ほぼ大半がマリーンズファンで占められるなど（三塁側のマリーンズファンは一塁側のチケットが取れなかった人がほとんどであり、一塁側のチケットは前売りでないと購入が難しかった）、かつての低迷期かつファンが少なかったオリオンズ時代には想定すらされていなかったことが起きた。2008年には球団記録となる160万人以上の観客動員を記録している。ただし2012年から2014年までは観客動員が130万人を切っている。2015年からは観客動員130万人以上を取り戻し、2018年と2019年は再び160万人以上の観客動員を記録した。
ビジターにおいては、2005年に阪神甲子園球場の阪神戦（交流戦）において、レフトスタンド上段をマリーンズファンによって埋め尽くされたことで、マスコミからマリーンズファンの件が話題になった。翌2006年から甲子園ではビジター応援席が設定されたが、即座に完売したため、2007年からマリーンズファンのためにビジター応援席が増席されている。甲子園では2010年を除いて2007年以降、マリーンズのビジター応援席の範囲を最も広い広島、巨人戦と同じものに設定している。

## 呼称
ロッテファン・マリーンズファン
最も一般的とされる。ロッテという球団名は韓国プロ野球にもロッテ・ジャイアンツが存在するが、日本でロッテファンと言えば通常は千葉ロッテマリーンズのファンのことをさす。
ロッテサポーター・マリーンズサポーター
2000年代初頭を前後して、サッカーの影響を受けていることだけではなく野球や選手に対する真剣な態度やマナーの良さから「応援するだけではなく、チームを支えている存在である（サポーター）」であるとされ、マスコミなどでは「マリーンズサポーター」と呼称したことがあった（現在でもこの呼称は一般的になっている）。詳細は当該項目を参照。
カモメ党（鴎党）
スポーツ新聞などの活字では、カモメ党と記載されることもある。

## 歴史
1991年オフ、ロッテ・オリオンズは本拠地を川崎球場から千葉マリンスタジアムに移転した。当時の千葉県民にとってプロ野球といえば長嶋茂雄（佐倉市出身）であり、地元のスターがいまだに根強い人気を誇っていた。また、川崎時代から継続してチームは低迷を続けていたこともあり、客足は途絶えがちであった。
1993年、サッカーJリーグが開幕し、マリーンズ外野応援団が実際にJリーグ会場に足を運んだことで、応援での交流が始まった。
1995年、ボビー・バレンタイン監督が就任した頃、チームとスタンドの一体感をつくるため、応援団が法被とメガホンの使用を廃止し、各国のサッカーサポーターと類似したスタイルである、ユニフォームの着用と手拍子応援を開始した。当時のNPB球団の応援としてはでは異例のスタイルだったが、これが令和時代にも続く応援スタイルの礎となっていく。
1998年6月12日から7月9日にかけて、球団は日本記録となる18連敗を記録した（詳細）。7月5日の福岡ダイエーホークス戦（千葉マリンスタジアム）で敗れ、当時の日本記録16連敗に並んだが、試合後約200人のマリーンズファンは選手に向けて応援歌を歌い続けた。近藤昭仁監督はこれを聞いて涙を流したという。球団関係者は、当時暴動を予測していたという。7月7日のオリックス・ブルーウェーブ戦（グリーンスタジアム神戸）で当時のエース黒木知宏が9回2アウトからハービー・プリアムに同点ホームランを打たれ延長戦で敗北し、日本新記録の17連敗となった。その試合後、球場に残ったマリーンズファンは「マリーンズ俺たちがついてるぜ!!」という横断幕を出し、選手を激励した。連敗期間中、堀幸一を筆頭に、安打を打った際にファンへ手を挙げる儀式が始まり、今日まで続くロッテ選手の伝統となっている。また、のちにマリーンズファンの代名詞ともなるタオル回し応援もこの頃から始まったと言われている。
この後、特にライバル視していた西武ライオンズとの試合では、芝生である西武ドームの外野席にて密集して応援したり、「西武には負けられない」といった限定応援歌が作成された。
2002年オフ、マリーンズファンが毎日スポーツ人賞文化賞を受賞し、その賞金を使い「#26 Marines is My Life」のビッグフラッグが作成された。2003年本拠地開幕戦で披露して以降、不定期で掲出されるようになった。
2005年、千葉マリンスタジアム最寄りである海浜幕張駅（JR京葉線）のメロディが球団歌「We Love Marines」に変更されるなど、球団がファンサービスに大きく力をいれるようになった。また、チームは前年に復帰したボビー・バレンタイン監督の元、順調に勝ちを重ねていった。この年に開始されたセ・パ交流戦では、セ・リーグ各チームのファンが初めて目にするマリーンズファンの応援を見て驚いた、という逸話がある。シーズンを2位で終え、プレーオフに進出する。10月17日の第2ステージ第5戦（福岡ソフトバンクホークス戦、福岡Yahoo! JAPANドーム）でレフトスタンドのマリーンズファンは、「BELIEVE」と言う紙を掲げ選手を応援した。9回に小林雅英が上がった際、捕手の里崎智也はこのシーンを見て自分自身を信じられるようになった、と語っている。その後、チームは日本シリーズを無傷の4連勝とし、日本一となった。その年のオフ、千葉市よりマリーンズファンに対し、特別感謝状が贈呈された。
2009年に発生した問題（不祥事を参照）により、一部の応援団が撤退。2010年に、2004年までマリーンズの応援をリードしてきた元応援団員のジントシオが応援団長として復帰し、8割方の応援が変更され、2015年までに2009年以前の応援歌はほぼ変更されていたが、2016年シーズンからMVP時代に作成された一部の選手応援歌やチャンステーマなどが復活することになった（旧福浦、旧サブロー、レイジーボーン、エリーゼ、燃えろ千葉ロッテ、スキンヘッドランニング）。しかし、結局シーズン途中で使用中止となった。（2016年からの応援スタイル参照）

## 応援スタイル

### オリオンズ時代の応援スタイル
- 川崎球場時代以前の応援には、大毎オリオンズ時代からの内野応援団長で、東京スタジアムでよく応援をしていた松本真一の意向が強く働いていた。
- バッター登場時に小太鼓を使用して観客に三・三・七拍子の拍手をさせ、そのあとに紙吹雪を撒く、相手選手への洒落の利いた野次、プレー中の応援自粛、得点時には球団旗をかたどった応援旗を振って声援を送るなど、松本の作りあげた応援スタイルは多い。
- また、松本はロッテのアメリカ・ビトリアキャンプ（1971年）に同行して、サンフランシスコ・ジャイアンツとのエキシビションマッチ（日本で言うオープン戦）で、前述のスタイルによる応援をして、地元新聞に記事が載ったことがある。
- ロッテの千葉移転以後も同様に内野席で小太鼓を使う応援スタイルを貫いた（少なくても1994年以降、内野席で太鼓を使用する許可を球団から公式に得ていたのは松本のグループのみだった）。以上松本真一著・『私の応援人生』より抜粋。
- 内野席での太鼓を使用した集団応援は、2007年に外野応援団により限定的にバス・ドラムを使用して復活した。
- 松本の内野応援団は、外野応援団の巨大化と一般ファンの支持、そして松本自身の体調悪化（のち逝去）もあり消滅。しかしその残党は今でも内野席1階のシーズン席を購入して試合観戦している。
- 東京オリオンズ時代には「東京音頭」を応援に取り入れていた。東京スタジアム閉鎖後は、ヤクルトスワローズの応援団にこのスタイルが継承された。

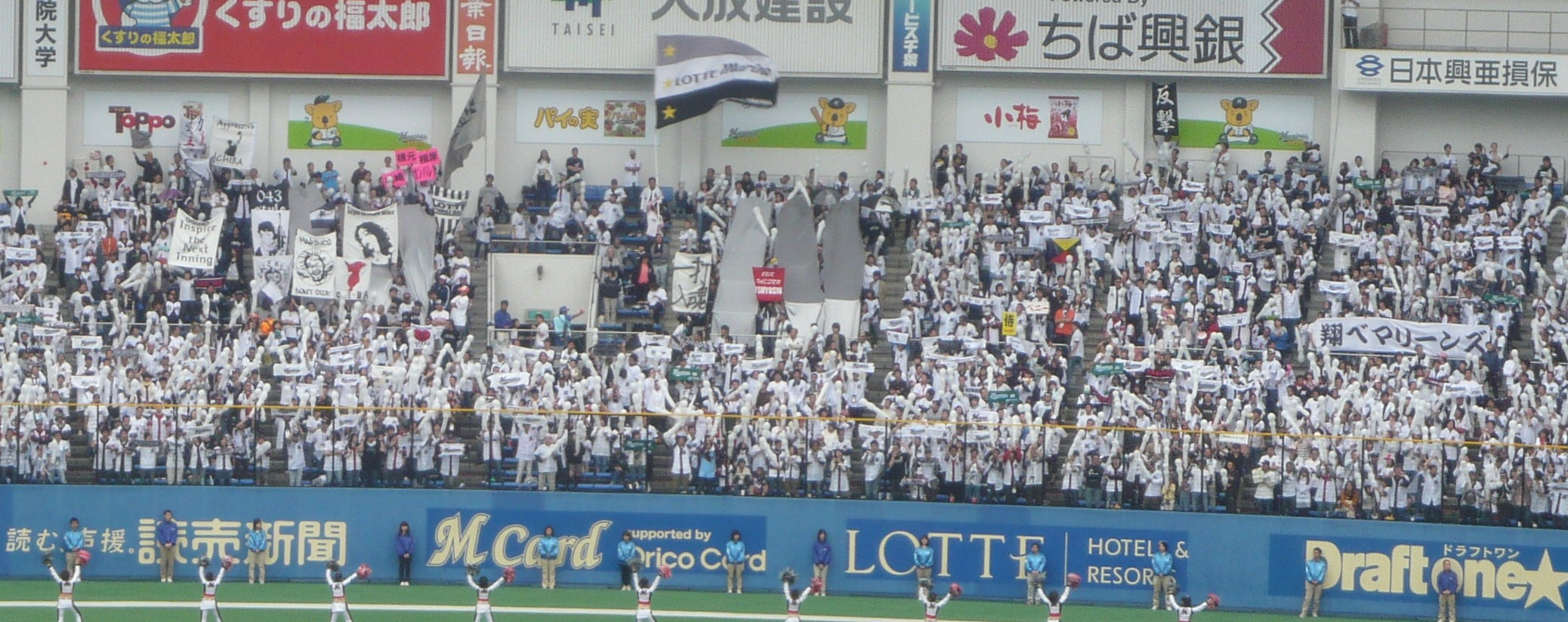
7回のイベント時のマリーンズファン

### 千葉移転から2009年までの応援スタイル
ロッテは千葉移転後、川崎時代およびそれ以前とは打って変わって、球団運営に積極的な方策を取るようになって、若年層のファン獲得に成功し、さらには1995年には10年ぶりの2位になったこともあり、老若男女問わず大幅にマリーンズファンが増加した。
千葉移転してから6年後の1998年途中から2009年までのマリーンズファンの応援スタイルも、若年層ファンおよび女性ファンが大幅に増加したこともあり、これまでの応援スタイル(千葉移転当初から1998年途中)を廃して新たなスタイルになった。この応援スタイルは、ゲート横に陣取る応援グループ『Marines Victory Productions』(旧称『GALLS』)と親交の深い『ウルトラス・ニッポン』のメンバーや、Jリーグ各チームなどのサポーターの影響を強く受けていると言われ、応援団自身も公式にサッカーやアメリカン・スポーツなどを参考にしたことを認めている。『bombonera』『Rabona』のような本来はサッカーのサポーターへ向けたファッション・ブランドからも、例外的にマリーンズ・ファンへ向けたファッション・アイテムが出回っているという側面もあり、サッカーの影響が色濃い。
具体的には、以下の点が特徴として挙げられる。
- 従来応援に使われてきたメガホンを用いず、手拍子と指笛を主体とした声による後押しを行った。
- 攻撃時の応援歌において野球応援では広く使われているトランペットの他、寸胴型のドラムなどの鳴り物を使用する。インチャ（バルサ）ホーンは2005年頃まで頻繁に使用しており、一時の自粛期間を経て2008年以降は応援団登録者に限って使われるようになっていた。
- 応援歌は既存の曲をアレンジして歌詞をつけて使用している。原曲はスカや洋楽、邦楽、アニメソング、各国民謡、K-POP、ゲーム、パチスロのBGMなど多岐にわたった。
- 試合開始の際にフェイスタオルや、マフラータオル、メッセージボード等を両手に広げ『オズの魔法使い』の『Over The Rainbow　（虹の彼方に）』を大合唱した。
- メッセージ性の強い両手持ちの旗「ゲートフラッグ（ゲーフラ）」を掲揚する。ただし、現在ではゲートフラッグの使用を許可する球場が少なくなってきて、現在で使用許可されている球場は、ZOZOマリンスタジアム、メットライフドーム、北九州市民球場のみ[要出典]。
- 「マーチ旗」「ミニフラッグ」と呼ばれる小旗を使用する。以前から自作で使われていたが、2007年に球団が売り出したことによって急速に普及した。基本的には試合開始前や相手投手交代時にテーマにあわせて球場全体で振っている。一部では、アルゼンチンサッカーのサポーター（インチャ）が使うような大きいパラソルを使用した。
- 「ゲート横」「危険地帯」と呼ばれる一部ではジャンプをする際にはタスキ状の長い布「バンデーラ」を使用した。
- 代名詞ともなっているタオル回しは「白いタオルとボールが重なってロッテ選手の打撃の妨害になる」「巨人応援団も流用している」などの理由からインプレー中は行われていないが（大量に点差がついて勝っている場合のみ例外）、未だにチャンステーマ時に回すものと誤解している人が多いため、以降チャンステーマの代わりにジャンプをするようになった。
- レプリカユニフォーム・またはそれを模したウェア等を着用する。マリーンズファンの多くはホーム用及びビジター用のレプリカを所持していて、千葉マリンなどのホームではホーム用を、ビジターではビジター用を着用する。外野席は常にホームなら白、ビジターは黒一色となっている。レプリカユニフォームはファンクラブ有料会員の入会特典でもあり、種類は選択可能である。ただ、前述の縁起の良さからホームユニフォームでは「誠」を選ぶ人が2006年には急増した。2009年には、旧ロッテオリオンズ時代のレプリカユニフォームが製作されたこともあり、多くのファンが着用している。
- MVP（Marines Victory Productions）ツアーというツアーが年に数回行われ、その観戦料の安さや特典等に惹かれ多くのマリーンズファンが参加した。

こうした応援スタイルは読売ジャイアンツなど他球団の応援スタイルにも影響を与えており、特にレプリカユニフォームを着ての観戦は他のプロ野球11球団でもすっかり定着している。大阪近鉄バファローズの名物応援「タオル回り」（タオルを頭上に掲げて自らが一回転する、合併後にオリックス・バファローズに引き継がれるが廃止）は、「タオル回しはカッコイイが、これをそのままやるとパクリになるから」という理由で始まった。近年の日本の高校野球でも、応援歌が新旧問わず頻繁に使用されている。
ジェット風船については、白色の風船に統一している（これはビジターでも同様）。勝利時にも飛ばす場合あり。

### 2010年からの応援スタイル
- 2010年、2004年までロッテの応援をリードした人物であるジントシオが復帰し、以降2015年まで団長として応援をリードした[5]。応援歌をほとんど新曲にして、新たな応援が始まった。タオル回しを試合前テーマに使用するなど、過去の名物応援もあった。
- 応援歌の原曲として、神戸拓光の応援歌に、『東方Project』に登場するキャラクター、フランドール・スカーレットのテーマソングである「U.N.オーエンは彼女なのか？」や、ヒットテーマ2に『アイドルマスターシリーズ』に登場する高槻やよいのソロ曲、「キラメキラリ」を採用。
- ジントシオは何回かリサイタルを開いており、QVCマリン正面ステージだけでは無く、札幌など、主要都市でのリサイタルも開いている[6]。ジントシオは2015で応援団を退団。2016年からは新体制となっている[5]。

### 2016年からの応援スタイル
- 新体制となり、決起集会で旧応援歌の復活が発表される。しかし、シーズン途中に使用を中止。団長は「試合よりも応援に集中が行く」旨をTwitterで発言した。
- 復活した応援歌
  - スキンヘッドランニング（大チャンステーマ）
  - エリーゼ（得点テーマ）
  - 燃えろ千葉ロッテ
  - レイジーボーン（ヒットテーマ）
  - 旧福浦和也
  - 旧サブロー

- この中でも選手応援歌は使われなかった（試用期間中に福浦・サブロー両選手が一軍に昇格しなかった影響もある）。ただ、旧サブローはサブローの引退試合で流れている。
- チャンステーマを6種類有するが7回以降の得点圏でないと使われないため多くのチャンステーマが事実上使用されていない。

### 背番号26
2003年3月31日の本拠地開幕戦（日本ハムファイターズ戦）で、前年オフに毎日スポーツ人賞文化賞を受賞した賞金で作成した「#26 Marines is My Life」横断幕（ビッグフラッグ）が初めてライト外野席に掲出される。それ以降、ファンの間で背番号26をファンのものとする動きが起きた。そして、千葉ロッテマリーンズ球団も2005年以降、背番号26をファンのための背番号とし、準永久欠番としている。実際に、2004年に酒井泰志が退団して以降、過去に26を使用していた小川博の強盗殺人事件を考慮する形も含めて、誰も着用していない。背番号26の由来は、日本プロ野球において、出場選手登録（ベンチ入り）メンバーのうち、実際に試合に出場できる試合前に指名された人数が25人であることによる、25に次ぐ「26番目の戦士」の意から。ロサンゼルス・エンゼルスの永久欠番になっているチーム創設者ジーン・オートリーの背番号26も、同様の理由から制定された。試合中はダグアウトの壁に、背ネームがなく背番号26だけが付いたユニフォームをハンガーで掛けている。試合後のヒーローインタビューでは、選手やマーくん（マスコットキャラクター）がそのユニフォームを掲げるなど、選手は常にファンと共に戦い、ファンへの感謝を表している。2006年以降チームのファンクラブ名としている「TEAM26（チームにじゅうろく）」もこれに由来する。
2005年3月27日の千葉ロッテマリーンズ対東北楽天ゴールデンイーグルスの開幕第2戦に於いて、ロッテが楽天相手に26-0で勝利するという偶然があった。

マリーンズファンの背番号26

2006年に千葉マリンスタジアムの命名権をロッテが買い取る構想があった際、スタジアム名を「ロッテ26スタジアム（仮称、26は「トゥエンティシックス」と読む）」としていたものの、命名権購入計画が頓挫したため実現しなかった。
他にプロ野球チームでファンの番号を制定しているチームとして、楽天の背番号10、クリーブランド・インディアンス（MLB）の背番号455などがある。

## 不祥事
2009年シリーズ終盤、フロント陣が経費削減方針を取ったことについて「ファンに対する侮辱」と受け取ったMarines Victory Productionsと千葉ロッテマリーンズ外野応援団（以下、双方を合わせてM.V.Pとする）によって、外野スタンドにフロント陣を名指しして「死刑」などという痛烈な言葉を使用した横断幕が掲げられた。当時球団代表だった瀬戸山隆三によると「瀬戸山死ね」という横断幕もあったという。
これに対し、ヒーローインタビューを受けていた西岡剛が、「子供の夢を壊すような横断幕は下げていただきたい」というお願いを外野スタンドに向けて行った。これに反発したM.V.Pは、翌日の試合で西岡の打席中に 「祝 110本安打達成(笑)」 「二日酔いで試合サボり 夢を語るスピードスター」などと西岡を誹謗中傷する横断幕を掲げ、応援をボイコットした。
ボイコットされた応援の代わりに、多くのファンから自発的に「剛コール」が湧き上がり、監督のボビー・バレンタインも剛コールに合わせて手を振る姿がテレビ中継で映し出された。試合終盤にさしかかるとこれらのコールもM.V.Pに妨害されるようになったが、対戦相手のオリックス・バファローズの応援団までもが剛コールをし始め、完全にM.V.Pを無視しての応援が行われる事態にまで発展した。さらに、一連の妨害行為を繰り返したM.V.Pへ「帰れ」コールが出るなど、終始異様なムードが漂う試合となっていった。
9月29日の西武戦（西武ドーム）では、西岡に対して通常の応援が行われ、ホームでの最終戦となる10月6日は不測の事態に備えて警備員が増員されたものの、心配された騒動は起こらず、球場に詰めかけた29,000人の声援の中、退団する監督のボビー・バレンタインのセレモニーが執り行われた。この日の試合前にM.V.Pは謝罪を行い、10月7日のシーズン最終戦クリネックススタジアム宮城にて行われる対楽天戦での応援活動を以て解散することを表明した。
ファンと袂を分かつことになった旧M.V.Pは社会人野球チームTOKYO METS（漫画『野球狂の詩』に出てくる東京メッツとは無関係）の応援団として再出発した。

## マナー
2000年代の初期には試合後のスタンドで身の回りの清掃を自発的に率先して行うなどし、地元からの表彰歴もあった。こうした動きは、ごみの分別収集処理をスタジアム運営側が主導するようになるまで継続されていた。

### 「マリーンズサポーター」
前述の通り、サッカーの影響を受けていることから「マリーンズサポーター」と呼称されたことがあった（現在でもこの呼称は一般的になっている）。日テレの対巨人戦で実況がレフトスタンド応援席のロッテファンのことを「ロッテサポーター」と呼んでいたこともある。
かつては敵味方を問わず、好プレーには賛辞の拍手を送っていたが、応援団を主導する『Marines Victory Productions』（以下M.V.P.と略）の「敵のプレーに拍手をする暇があるなら、味方の選手のプレーに拍手を送ろう」という方針から2009年までは自粛傾向にあった。
相手ピッチャーが牽制球をした場合にはかまわずブーイングをすることが、2005年の優勝時前後を皮切りに徐々に問題になっていた。かつては敵味方を問わず問題のあるプレーに対して行われた行為だったが、「ロッテファンは敵の牽制にブーイングするのが流儀」という誤解が広まり、緊迫した場面でのたった1球の牽制球であっても内野席のファンまでもが反応するような事態になっているという状況が起きた。こうした動きを受けて、2007年の「MARINES MATCH CARD PROGRAM」（＝マッチデープログラム）には応援団からのお願いとして「牽制時のブーイングをやめよう」との呼びかけが掲載されるようになった。しかし、2025年になっても相手チーム投手への牽制球ブーイングはやめられておらず、マナーアップについて疑問視されている。また、ビジター応援であっても同様の行為を行っている。

## 応援団・ファンが受けた表彰
- 2003年 毎日スポーツ人賞文化賞（毎日新聞社） - この賞金でビッグフラッグを作成。
- 2005年 特別感謝状（千葉市） - 市から記念プレートの形で特別感謝状が贈られた。ライトスタンド入口に掲げられている。

この他、完全優勝記念碑でも「日本シリーズにおける34人目のプレイヤー」として扱われ、レリーフがはめ込まれている。

## その他
- 東尾修は西武監督時代にマリーンズファンを「ライトスタンドの白いオバケ」と評した。
- 2005年のプレーオフ、日本シリーズは全てビジターでの優勝だったのでマスコミは彼らを「黒の軍団」と評した。
- 2010年の正力松太郎賞の候補として受賞した西村徳文や西岡剛（2010年チームキャプテン）、球団と共に挙がったことがある。理由は「チーム全体を選出するのはどうか」と杉下茂と中西太が提案したため。ファンも含め一丸となったことが評価され、「統率の取れた応援団にもどうか」との意見も出されたためでもある。なお、通常正力松太郎賞は選手・監督・コーチ・審判が対象になるため、特例措置でもあった[17][18]。

## 関連書籍
- マリーンズ・イズ・マイ・ライフ（STUDIO CELLO、2006年8月20日）